# Boriàtino
Boriàtino (en rus: Борятино) és un poble de l'óblast de Tula, a Rússia, segons el cens del 2010 tenia 97 habitants.